# Filippo da Piacenza
Filippo da Piacenza (XIII secolo – Piacenza, 24 maggio 1306) è stato un religioso italiano.
Sacerdote dell'Ordine di Sant'Agostino, il suo culto come beato è stato confermato da papa Clemente XIII nel 1766.

## Biografia
Le notizie sulla sua vita tramandate dagli storici piacentini (Campi, Poggiali, Musso) sono poche e contraddittorie: è incerto pure se sia nato a Piacenza (forse dalla nobile famiglia Suzani) o, meno probabilmente, a Mantova.
Morì nel convento eremitano di San Lorenzo a Piacenza il 24 maggio, martedì di Pentecoste, del 1306.

## Il culto
Il suo corpo fu venerato nella chiesa di San Lorenzo a Piacenza fino al 1808, quando l'annesso convento eremitano fu soppresso; le reliquie furono traslate in cattedrale e nel 1884 Giovanni Battista Scalabrini, vescovo di Piacenza, procedette alla ricognizione canonica delle reliquie e le fece murare sotto l'altare dei santi vescovi.
Papa Clemente XIII, con decreto del 27 agosto 1766, ne confermò il culto con il titolo di beato.
Il suo elogio si legge nel martirologio romano al 24 maggio.